# St. Martin in Passeier
St. Martin in Passeier (italià San Martino in Passiria) és un municipi italià, dins de la província autònoma de Tirol del Sud. És un dels municipis del districte de Burggrafenamt. L'any 2007 tenia 3.029 habitants. Comprèn les fraccions de Saltaus (Saltusio), Quellenhof (Sorgente), Ried (Cresta), Kalmtal (Valclava), Christl, Flon (Vallone) i Matatz (Montaccio). Limita amb els municipis de Moos in Passeier, Riffian, i St. Leonhard in Passeier.

## Situació lingüística
| Pertinença lingüística (cens 2001) | 98,75% alemany |
| Pertinença lingüística (cens 2001) | 1,23% italià   |
| Pertinença lingüística (cens 2001) | 0,04% ladí     |

## Administració

Territori comunal

| Període | Identitat              | Partit |
| ------- | ---------------------- | ------ |
| 2004-   | Hermann Anton Pirpamer | SVP    |